# Czarnołęka
Czarnołęka o Dębinka (fins al 1945, en alemany: Schwarze Ort) és una illa deserta del riu Oder, a Szczecin (Polònia). Té una superfície de 270 hectàrees. Hi ha boscos.